# Serenity Chasma
Serenity Chasma es el nombre informal de una característica superficial de Caronte, la luna de Plutón. Se trata de una depresión alargada con una longitud de 200 km, una anchura de entre 40 y 50 km y una profundidad máxima de alrededor de 5 km. La denominación provisional empleada por la NASA hace homenaje a la nave espacial ficticia de la serie de televisión de ciencia ficción Firefly.